# Gare de Neuilly
Pour les articles homonymes, voir Gare de Neuilly (homonymie).
La gare de Neuilly est une gare ferroviaire française non exploitée de la ligne de Mantes-la-Jolie à Cherbourg, située sur le territoire de Neuilly-la-Forêt (Calvados) en région Normandie qui marquait le début d'une ligne de Neuilly-la-Forêt à Isigny-sur-Mer. 
Elle a été fermée par la SNCF en 1971.

## Situation ferroviaire
Ancienne gare de bifurcation, la gare de Neuilly est située au point kilométrique (PK) 301,472 de la ligne de Mantes-la-Jolie à Cherbourg, entre les gares ouvertes de Lison et de Carentan. Elle était l'origine de la ligne de Neuilly-la-Forêt à Isigny-sur-Mer déclassée depuis 1973. Son altitude est de 8 m.